# ویلما نرودا
ویلما نرودا (انگلیسی: Wilma Neruda؛ زاده ۲۹ مارس ۱۸۳۹) که همچنین با نام ویلما نرمن-نرودا نیز شناخته می‌شود یک نوازنده ویولون، موسیقی‌دان و آموزگار اهل چک بود.

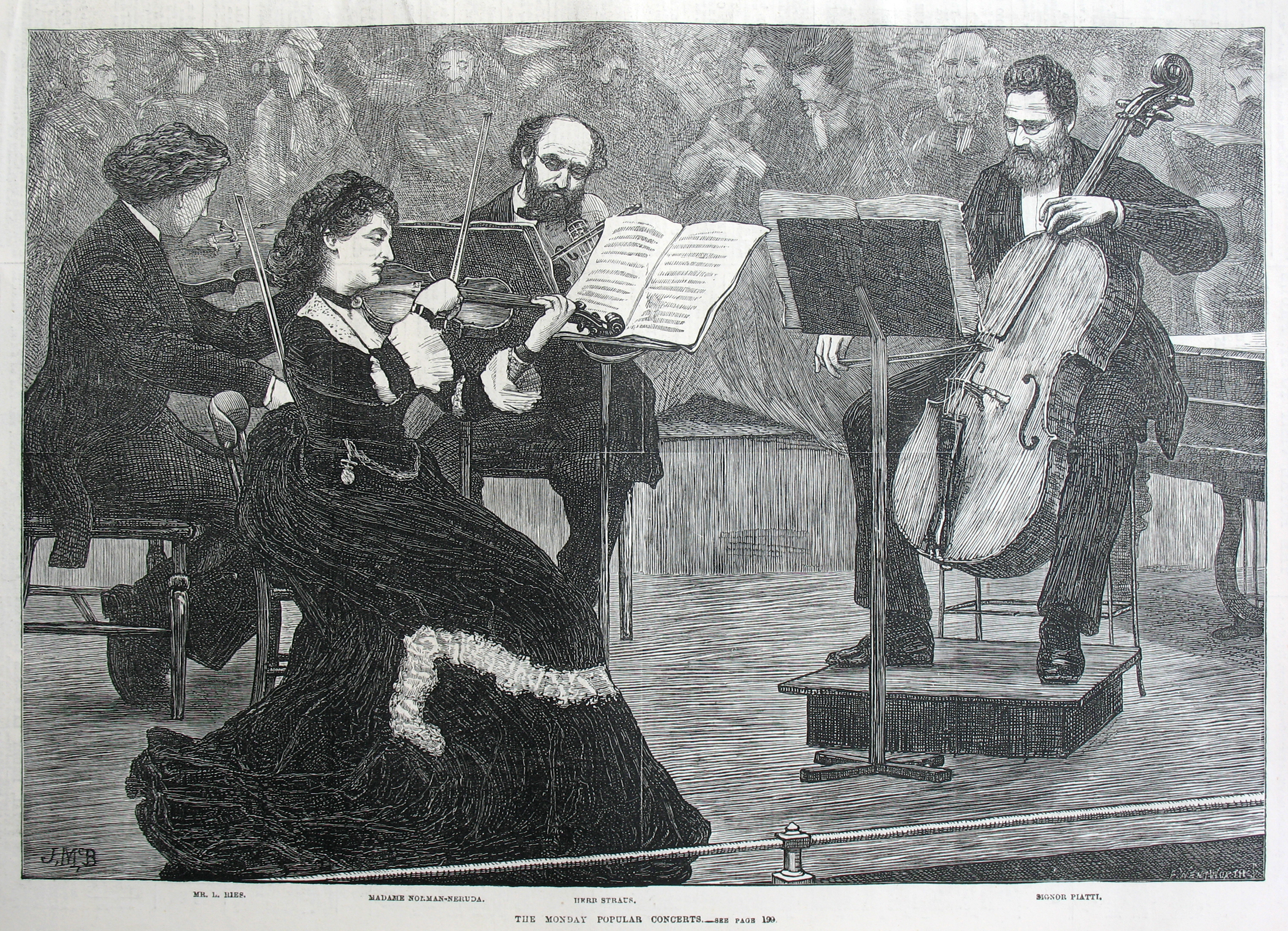
نرودا در حال اجرا با کوارتت یواخیم